# Limsjön (Årdala socken, Södermanland)
Limsjön är en sjö i Flens kommun i Södermanland och ingår i Nyköpingsåns huvudavrinningsområde.